# فرااکتینیدها
فرااکتینیدها هر یک از عنصرهای فرضی از عدد اتمی ۱۲۱ (unbiunium) تا ۱۵۳ (unpenttrium) هستند. نام موقت آن‌ها توسط آیوپاک برگزیده شده است. تا به حال هیچکدام از این عنصرها تولید نشده‌اند. آن‌ها به خوبی می‌توانند با یکدیگر تبادل الکترون کنند.

## خواص مورد انتظار
این عنصرها از عدد اتمی ۱۲۱ شروع می‌شود و بنابراین با نظام جدولی مندلیف متناقض است. به نظر می‌رسد عنصرهای این گروه بسیار ناپایدار و پرتوزا باشند و نیمه‌عمر بسیار کوتاهی دشته باشند. به جز Unbihexium (با نماد Ubh) که یک عنصر فوق سنگین کشف نشده است و پیش بینی می‌شود نیمه عمری بسیار طولانی داشته باشد.
با توجه به تقریب مداری در توصیف مکانیک کوانتومی از ساختار اتمی، گرم بلوک به عناصر با نیمه پر G- اوربیتال مطابقت دارد. با این حال، اثرات جفت شدگی اسپین مدار اعتبار تقریب مداری کاهش قابل ملاحظه‌ای برای عناصر با عدد اتمی بالا دارد.

## اکا-فرااکتینیدها
یک ردیف پایین‌تر از فرااکتینیدها هستند که به عنصرهایی از عدد اتمی ۱۷۱ تا ۲۰۳ گفته می‌شود. از خواص این گروه هنوز اطلاعاتی در دسترس نیست.

## همچنین بخوانید
از ویکی‌پدیا انگلیسی : فرااکتینیدها